# Nickelodeon (Canadá)
Nickelodeon es un canal canadiense de idioma inglés, Categoría B por ser un canal de la especialidad sobre la base de Nickelodeon de Estados Unidos. Es propiedad de Corus Entertainment, usa su nombre bajo licencia de Paramount International Networks, una división de Paramount Skydance Corporation.
Al igual que su contrapartes en los EE. UU. y en otros lugares, la difusión de Nickelodeon es de programas dirigidos a los niños, incluyendo la serie de acción real y animación. Corus ya posee dos canales similares, YTV y Treehouse TV, que han llevado a los programas de Nickelodeon durante muchos años bajo acuerdos de producción con Viacom. Los dos canales aun trasmiten los programas de Nickelodeon, a pesar del lanzamiento de Nickelodeon Canadá, ya que esos canales tienen una cobertura casi universal a través de Canadá en base analógica por cable, mientras que Nickelodeon se limita a la distribución digital.
Nickelodeon Canadá es muy similar a Nicktoons y TeenNick de Estados Unidos, mientras que YTV tiene similitud con Nickelodeon de Estados Unidos y Treehouse tiene similitudes con Nick Jr.
Esta es la segunda vez que Corus, usa una marca de Viacom ya que también tiene la señal de CMT Canadá.

## Historia
El canal se lanzó el 2 de noviembre de 2009 con el "YTV OneWorld" con licencia concedida a Corus por la Comisión de radiodifusión y telecomunicaciones (CRTC) en septiembre de 2008. Jacob Two-Two fue el primer programa de difusión. En el día de lanzamiento del canal, Discovery Kids Canadá (que también era propiedad de Corus) fue cerrado y reemplazado por Nickelodeon en la mayoría de proveedores de cable y satélite. Sin embargo, las compañías de cable y el satélite tenía que alcanzar nuevos acuerdos con Corus para trasmitir Nickelodeon, ya que Discovery Kids opera bajo una licencia diferente.